# Hercostomus muscarius
Hercostomus muscarius är en tvåvingeart som beskrevs av Speier 1910. Hercostomus muscarius ingår i släktet Hercostomus och familjen styltflugor.
Artens utbredningsområde är Tanzania. Inga underarter finns listade i Catalogue of Life.